# Cyber Hunter
Cyber Hunter est un jeu vidéo futuriste de type battle royale  développé, édité et distribué par NetEase. Il a été publié le 26 avril 2019.

## Système de jeu
Le gameplay consiste en un format traditionnel de battle royale avec un thème futuriste. Au début de chaque partie, 100 joueurs sont placés dans un avion qui survole une carte avec des paysages variés. La trajectoire de l'avion étant aléatoire, ils doivent rapidement choisir un point d’atterrissage. Ils sont ensuite parachutés sur des planeurs de style hoverboard. Une fois atterris, ils doivent trouver le plus vite possible des armes, des packs médicaux et des protections. Les joueurs disposent d'armes fictives, de véhicules et de compétences spéciales propres au jeu telles que l'escalade, le parkour, le planage dans les airs à l'aide de droïdes, la construction de diverses structures de défense, etc,,.

## Sortie
Le jeu a été annoncé sous le nom de Project: Battle par NetEase en mai 2018. Il a été initialement publié en version bêta sur les plateformes mobiles Android et iOS en octobre 2018 puis publié à l'international le 26 avril 2019,,,.

## Critique
Josh Ye d'AbacusNews.com critique Cyber Hunter pour son « manque de créativité et d'innovation de base », le désignant comme un autre clone de PUBG Mobile. Le jeu emprunte la mécanique  d'autres jeux tels que l'escalade et le planage dans The Legend of Zelda: Breath of the Wild. Ash Mayhew de DroidGamers.com, quant à lui, estime que Cyber Hunter est une véritable innovation dans le genre Battle Royale, puisqu'il permet aux joueurs de créer leur propre style de jeu. Bien que certaines mécaniques de mouvement soient empruntés à d'autres jeux, de nombreuses autres options stratégiques sont à la disposition des joueurs lorsqu'ils se retrouvent en situation de combat.